# 1er congrès des États-Unis
4 mars 1789 – 3 mars 1791
Sessions
Suivant
Le 1er congrès des États-Unis est la législature fédérale américaine, composée du Sénat et de la Chambre des représentants, débutant le 4 mars 1789 et s'achevant le 3 mars 1791.
Il n'existe pas encore de partis politiques, les dirigeants politiques de l'époque se méfiant largement de l'idée de « factions » : les sénateurs et représentants sont catalogués a posteriori suivant leur approbation ou leur opposition à la politique du président George Washington et de son secrétaire au Trésor, Alexander Hamilton. Les premiers constituent la faction pro-administration ; les tenants de la faction anti-administration qui s'opposent à eux sont partisans d’un rôle moins important du gouvernement fédéral au bénéfice des États. 
Durant le 1er congrès, le Sénat et la Chambre sont tous deux en majorité pro-administration.

## Sessions

### Première session
La première session se déroule du 4 mars 1789 au 29 septembre 1789 au Federal Hall de New York.
- 1er avril 1789 : Élection des officiers de la Chambre des représentants.
- 6 avril 1789 : Élection des officiers du Sénat et élection de George Washington à la présidence.
- 27 juillet 1789 : Création du département d'État.
- 7 août 1789 : Création du département de la Guerre.
- 2 septembre 1789 : Création du département du Trésor.
- 24 septembre 1789 : Ratification du Judiciary Act of 1789 (en) : création du système judiciaire fédéral américain (Cour suprême, etc.).
- 25 septembre 1789 : La Déclaration des Droits est ratifiée.
- 21 novembre 1789 : La Caroline du Nord devient le 12e membre de l'Union.

### Deuxième session

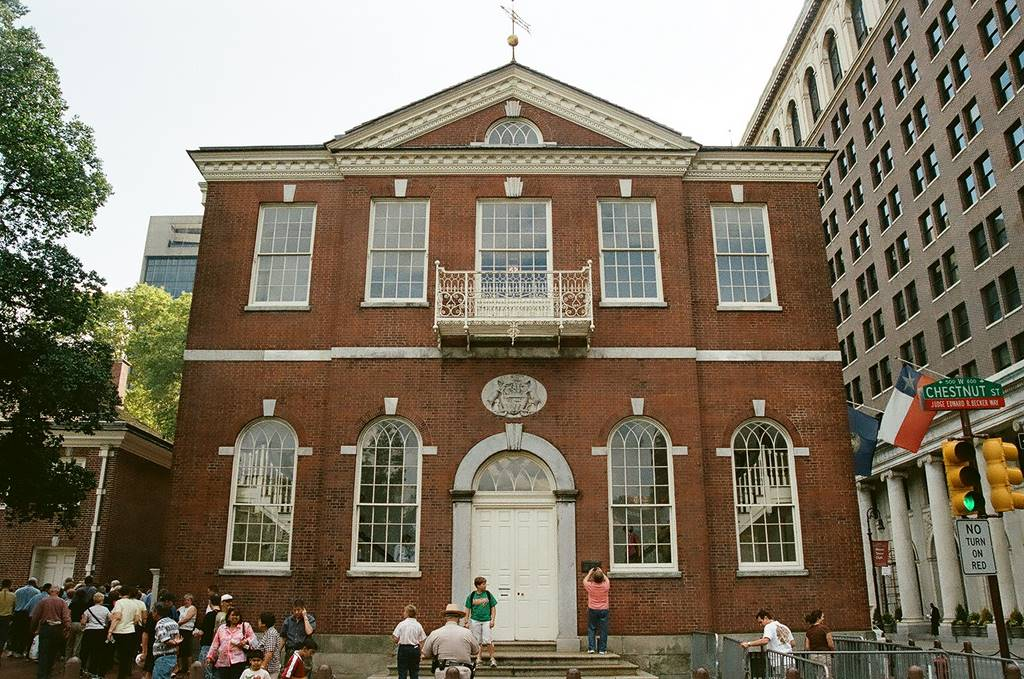
Le Congress Hall.

La deuxième session se déroule du 4 janvier au 12 août 1790 au Federal Hall de New York.
- 26 mars 1790 : Ratification du Naturalization Act of 1790 (en).
- 10 avril 1790 : Ratification du Patent Act of 1790 (en).
- 30 avril 1790 : Ratification du Crimes Act of 1790 (en).
- 29 mai 1790 : Rhode Island devient le 13e membre de l'Union.
- 31 mai 1790 : Ratification du Copyright Act of 1790 (en).
- 6 juillet 1790 : Ratification du Residence Act.
- 22 juillet 1790 : Ratification du Indian Intercourse Act (en).

### Troisième session
La troisième session se déroule du 6 décembre 1790 au 3 mars 1791 au Congress Hall de Philadelphie.
- 25 février 1791 : Création de la First Bank of the United States.
- 3 mars 1791 : Ratification du Whiskey Act.

## Composition

### Sénat
Le Sénat compte 20 membres au début de la législature et 26 à la fin, les États de New York, de Caroline du Nord et du Rhode Island ayant ratifié la Constitution plus tard que les autres.
|                    | Parti               | Parti | Total | Sièges vacants |
| Pro-Administration | Anti-Administration |       | Total | Sièges vacants |
| ------------------ | ------------------- | ----- | ----- | -------------- |
| Début              | 13                  | 7     | 20    | 0              |
| Fin                | 18                  | 8     | 26    | 0              |

### Chambre des représentants
La Chambre des représentants compte 59 membres au début de la législature et 65 à la fin : cinq nouveaux sièges vont à la Caroline du Nord et un à Rhode Island.
|                    | Parti               | Parti | Total | Sièges vacants |
| Pro-Administration | Anti-Administration |       | Total | Sièges vacants |
| ------------------ | ------------------- | ----- | ----- | -------------- |
| Début              | 34                  | 25    | 59    |                |
| Fin                | 36                  | 28    | 64    | 1              |

## Membres

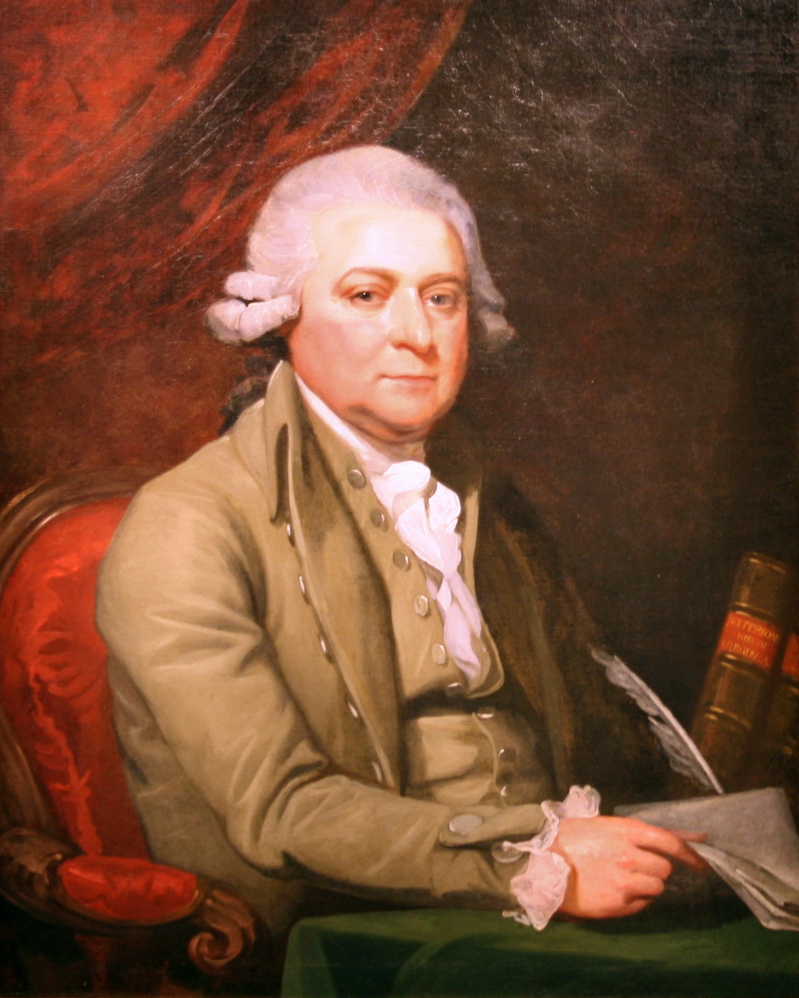
Le président du Sénat John Adams.
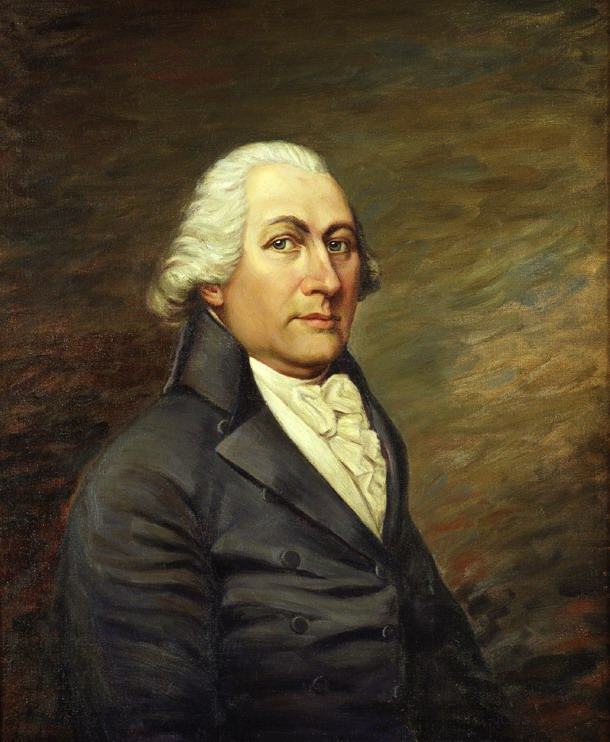
Le président pro tempore du Sénat John Langdon.
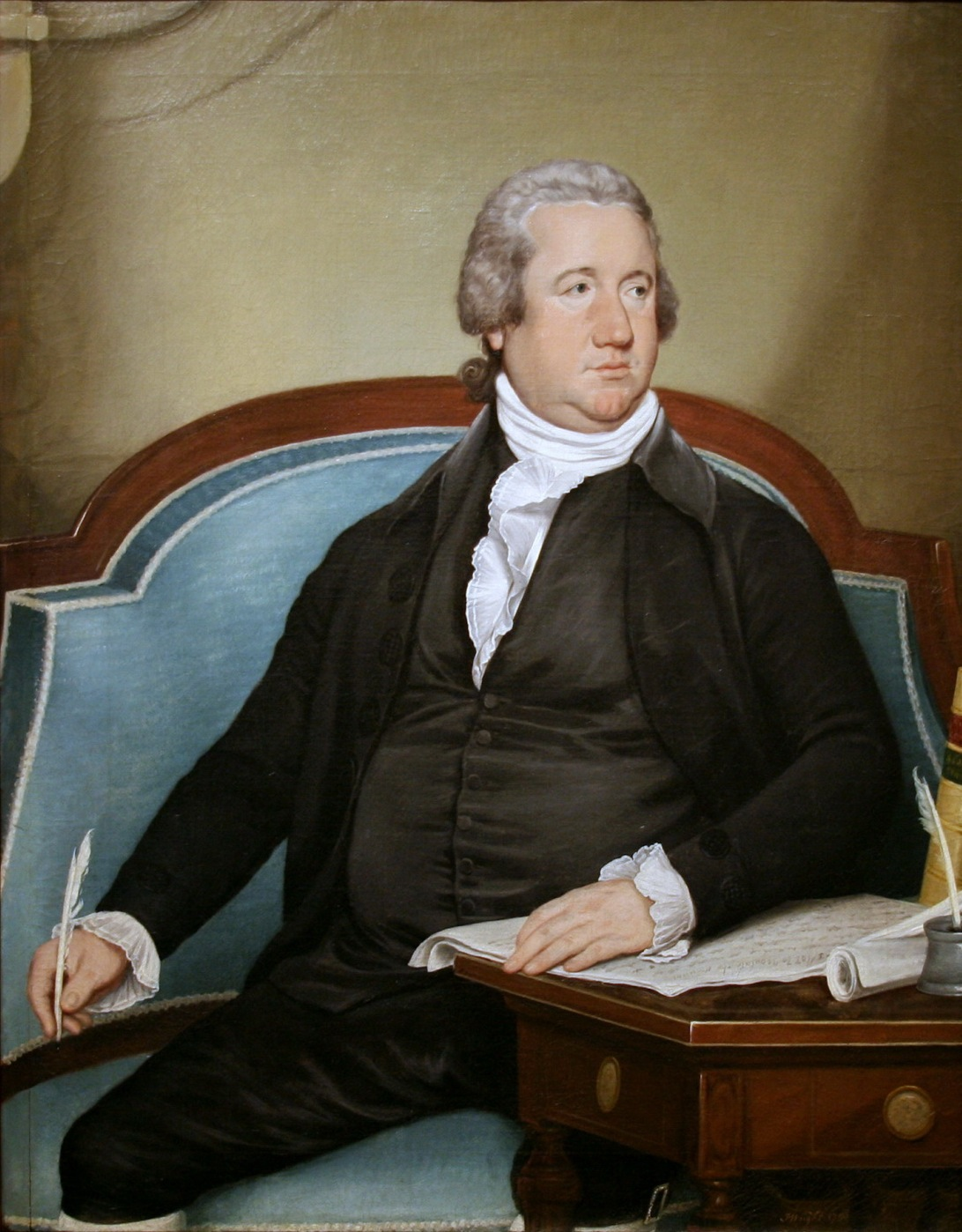
Le président de la Chambre des représentants Frederick Muhlenberg.

### Sénat
- Président : John Adams (P)[2]
- Président pro tempore : John Langdon (P)

Le Sénat est renouvelé par tiers tous les deux ans, avec des mandats de six ans. S'agissant du tout premier Congrès, le mandat des sénateurs de classe 1 prend fin avec ce Congrès (en 1790) ; celui des sénateurs de classe 2 prend fin avec le 2e Congrès, en 1792 ; et celui des sénateurs de classe 3 prend fin avec le 3e Congrès, en 1794.
| - Caroline du Nord (à partir du 27 novembre 1789) : - 3. Benjamin Hawkins (P) - 2. Samuel Johnston (P) - Caroline du Sud : - 2. Pierce Butler (P) - 3. Ralph Izard (P) - Connecticut : - 1. Oliver Ellsworth (P) - 3. William Samuel Johnson (P) - Delaware : - 2. Richard Bassett (A) - 1. George Read (P) - Géorgie : - 2. William Few (A) - 3. James Gunn (en) (A) - Maryland : - 3. John Henry (en) (P) - 1. Charles Carroll (P) - Massachusetts : - 1. Tristram Dalton (P) - 2. Caleb Strong (P) | - New Hampshire : - 3. John Langdon (P) - 2. Paine Wingate (A) - New Jersey : - 1. Jonathan Elmer (P) - 2. William Paterson (P) jusqu'au 13 novembre 1790 (élu gouverneur du New Jersey) - 2. Philemon Dickinson (P) à partir du 23 novembre 1790 (élu) - New York (à partir du 25 juillet 1789) : - 3. Rufus King (P) - 1. Philip Schuyler (P) - Pennsylvanie : - 1. William Maclay (A) - 3. Robert Morris (P) - Rhode Island (à partir du 7 juin 1790) : - 1. Theodore Foster (P) - 2. Joseph Stanton Jr. (en) (A) - Virginie : - 1. William Grayson (A) jusqu'au 12 mars 1790 (mort) - 1. John Walker (en) (P) du 31 mars au 9 novembre 1790 - 1. James Monroe (A) à partir du 9 novembre 1790 (élu) - 2. Richard Henry Lee (A) |

### Chambre des représentants
| - Caroline du Nord (5) : - 1. John Baptista Ashe (en) (A) à partir du 23 mars 1790 - 2. Hugh Williamson (A) à partir du 19 mars 1790 - 3. Timothy Bloodworth (en) (A) à partir du 6 avril 1790 - 4. John Steele (en) (P) à partir du 19 avril 1790 - 5. John Sevier (P) à partir du 16 juin 1790 - Caroline du Sud (5) : - 1. William L. Smith (en) (P) - 2. Aedanus Burke (en) (A) - 3. Daniel Huger (en) (P) - 4. Thomas Sumter (A) - 5. Thomas Tudor Tucker (en) (A) - Connecticut (5) : - Benjamin Huntington (P) - Roger Sherman (P) - Jonathan Sturges (en) (P) - Jonathan Trumbull, Jr. (P) - Jeremiah Wadsworth (en) (P) - Delaware (1) : - John Vining (en) (P) - Géorgie (3) : - 1. James Jackson (A) - 2. Abraham Baldwin (A) - 3. George Mathews (A) - Maryland (6) : - 1. Michael J. Stone (en) (A) - 2. Joshua Seney (en) (A) - 3. Benjamin Contee (en) (A) - 4. William Smith (en) (A) - 5. George Gale (P) - 6. Daniel Carroll (P) - Massachusetts (8) : - 1. Fisher Ames (P) - 2. Benjamin Goodhue (en) (P) - 3. Elbridge Gerry (A) - 4. Theodore Sedgwick (P) - 5. George Partridge (P) jusqu'au 14 août 1790 (démission) - 6. George Thatcher (en) (P) - 7. George Leonard (en) (P) - 8. Jonathan Grout (en) (A) | - New Hampshire (3) : - Abiel Foster (en) (P) - Nicholas Gilman (P) - Samuel Livermore (A) - New Jersey (4) : - Elias Boudinot (P) - Lambert Cadwalader (en) (P) - James Schureman (en) (P) - Thomas Sinnickson (en) (P) - New York (6) : - 1. William Floyd (A) - 2. John Laurance (en) (P) - 3. Egbert Benson (en) (P) - 4. John Hathorn (A) - 5. Peter Silvester (en) (P) - 6. Jeremiah Van Rensselaer (en) (A) - Pennsylvanie : - George Clymer (P) - Thomas Fitzsimons (P) - Thomas Hartley (en) (P) - Daniel Hiester (en) (A) - Frederick Muhlenberg (P) - Peter Muhlenberg (A) - Thomas Scott (P) - Henry Wynkoop (P) - Rhode Island (1) : - Benjamin Bourne (en) (P) à partir du 17 décembre 1790 - Virginie (10) : - 1. Alexander White (en) (P) - 2. John Brown (A) - 3. Andrew Moore (A) - 4. Richard Bland Lee (en) (P) - 5. James Madison (A) - 6. Isaac Coles (en) (A) - 7. John Page (en) (A) - 8. Josiah Parker (en) (A) - 9. Theodorick Bland (A) jusqu'au 1er juin 1790 (mort) - 9. William B. Giles (en) (A) à partir du 7 décembre 1790 - 10. Samuel Griffin (en) (P) |